# Anapisona hamigera
Anapisona hamigera är en spindelart som först beskrevs av Simon 1897.  Anapisona hamigera ingår i släktet Anapisona och familjen Anapidae. Inga underarter finns listade i Catalogue of Life.